# Хирантодендрон
Хирантоде́ндрон (лат. Chiranthodendron) — род растений семейства Мальвовые (Malvaceae), включающий единственный вид — Хирантодендрон пятипалый (лат. Chiranthodendron pentadactylon). Описан вид в 1805 году.

## История

### Применение у ацтеков
В своём фундаментальном произведении «Общая история дел Новой Испании» (1547—1577) Бернардино де Саагун, опираясь на сведения ацтеков о свойствах растений, привел различные сведения о хирантодендроне, в частности о том, что:

Также есть деревья в густых лесах, которые называются мапильшучитль , на которых образуются цветы, подобные руке с её пальцами, то есть пальцоцветы. У него |дерева| крупные листья и очень густая листва. Также это дерево называется макпальшучитль, потому что его цветы напоминают ладонь руки с её пальцами. Берет своё название от ладони и пальцев.

## Ареал
Ареал — Центральная Америка, в основном нагорья южной Мексики и Гватемалы. Может встречаться до высоты 3000 м над уровнем моря.

## Описание
В переводе с греческого Chiranthodendron означает «дерево с цветками в виде рук». Мексиканские индейцы называют его «рука дьявола».
Хирантодендрон представляет собой дерево высотой до 30 м и диаметром ствола до 200 см. 5 сросшихся тычинок красного цвета в виде пальцев выглядывают из кожистых чашелистиков диаметром до 10 см. Листья крупные и неглубоколопастные, с коричневым опушением на нижней стороне.

## Использование
У ацтеков Хирантодендрон использовался в религиозных ритуалах.
Сегодня из-за оригинального вида выращивается как декоративное растение.